# 青色はぐれ星

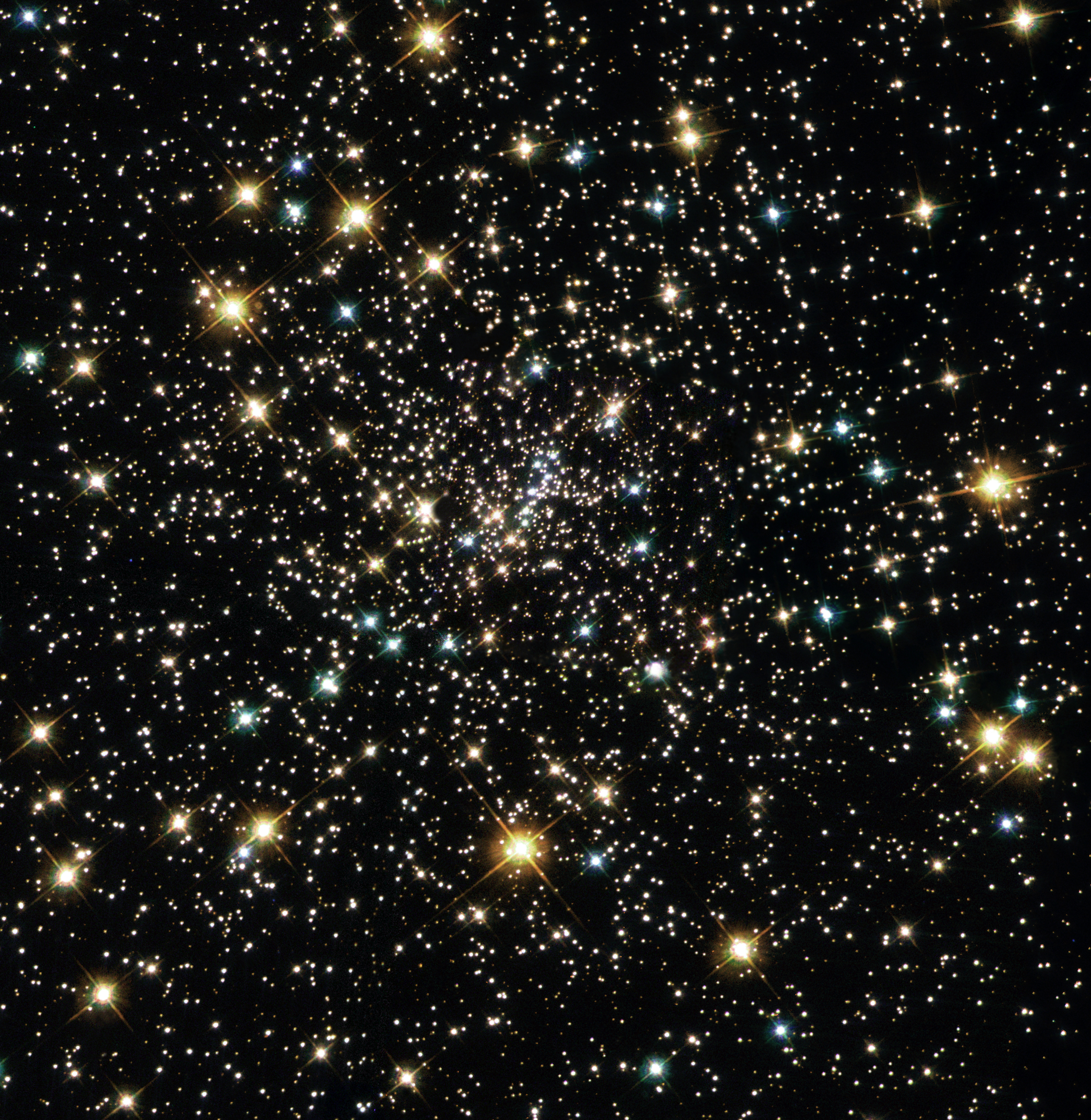
ハッブル宇宙望遠鏡によるNGC 6397の写真。多くの青色はぐれ星が見える。

青色はぐれ星（あおいろはぐれぼし、英: blue straggler）は、散開星団や球状星団中にある主系列星で、通常の星団中に見られるようなヘルツシュプルング・ラッセル図の折れ曲がりの位置にある恒星から離れたところにある、より明るく青い恒星である。青色はぐれ星は1953年にアラン・サンデージが球状星団M3の測光をしている際に発見された。恒星の進化の標準理論では、ヘルツシュプルング・ラッセル図上の位置は、おおよそ恒星の元の質量と年齢によって決まるとされている。星団では、全ての恒星はほぼ同時に生成するため、ヘルツシュプルング・ラッセル図では、全ての恒星が星団の年齢の曲線上にそれぞれの当初の質量のみに従って並ぶはずである。青色はぐれ星は星団の他の恒星と比べて質量が2倍から3倍もあり、このルールを逸脱しているように見える。この問題は、青色はぐれ星が観測される星団中の密度の濃い領域で起こる、二つないし複数の恒星同士の相互作用が関係しているものと考えられている。

## 形成
青色はぐれ星の形成については、いくつかの説明が考えられている。最も単純なものは、青色はぐれ星は星団の大部分の恒星の形成が終わった後に形成されたと考えるものであるが、これに関する証拠は限られている。また別の単純な説明としては、青色はぐれ星は当初から星団を構成していたものではなく、星団に捕らえられたと考えるものである。しかし青色はぐれ星は星団の中心近くに存在することもあるため、この説明にも疑問が持たれている。

### 星団の相互作用
提案されている中で、最も可能性のある2つの説明は、どちらも星団を構成する恒星同士の相互作用に関係するものである。
1つ目の説明は、青色はぐれ星は現在、またはかつて連星であり、それが融合しつつある、または既に融合したというものである。2つの恒星の融合は質量の大きな1つの恒星を作り出し、星団中の他の星よりもかなり大きくなることもありうる。ヘルツシュプルング・ラッセル図の折れ曲がり点よりも大きな質量を持って誕生した恒星は既に主系列星の段階を終えているが、融合によって大きな質量を獲得した恒星は急速な進化の途上にある。この見方を裏付ける証拠はあり、その代表的なものは、青色はぐれ星は星団の中の密度の濃い部分、特に球状星団の核に存在することが多いという事実である。このような領域には体積当たりの恒星の数が多いため、衝突や接近の確率が他よりも大きくなる。
この仮説を検証する1つの方法は、変光星でもある青色はぐれ星の脈動の観測である。融合した恒星の星震学的性質は、同じような質量と光度を持つ変光星のものとある程度異なる。しかし、青色はぐれ星の変光星の数自体が非常に少なく、脈動の幅も小さく、非常に混み合った場所で発見されることが多いため、脈動の測定は非常に難しい。いくつかの青色はぐれ星は非常に高速で自転していることが分かっている。例えばきょしちょう座47の中には、太陽の75倍の速度で自転する恒星があり、これは衝突によって形成されたとする予測と合致する。
2つ目の説明は、連星として形成された恒星の間で質量移動が起こったというものである。質量の大きい恒星は速く進化し、ロッシュ・ローブを溢れさせる。質量が大きい恒星から小さい恒星にすぐ質量が転移し、恒星の衝突の仮説と似たような状況が起こる。光球に炭素や酸素の割合の少ない恒星が青色はぐれ星がいくつか発見されているのがこの仮説の根拠である。
結局のところ、連星の間の衝突や質量移動によって青色はぐれ星が形成されたことを支持する証拠が示されている。M3やきょしちょう座47、NGC 6752の中では、衝突によってできた青色はぐれ星が星団の中心付近、質量移動によってできたものが外側という風に、どちらの機構でできたものも存在すると考えられている。探査機ケプラーによって、2つの青色はぐれ星の周りに低質量の白色矮星が発見されたことは、この2つの青色はぐれ星は質量移動によって質量を獲得したことを示唆している。

## その他のタイプ
「黄色はぐれ星」や「赤色はぐれ星」は、色は折れ曲がり点と赤色巨星分岐の間にあるが、準巨星分岐よりも明るい恒星を指し、散開星団や球状星団で見られる。このような恒星は、以前は青色はぐれ星であったものが巨星に向かって進化している途上の恒星であると考えられている。